# 231º Reggimento fanteria "Avellino"
Il 231º Reggimento fanteria "Avellino" è stata un'unità militare del Regio Esercito Italiano e dell'Esercito Italiano.

## Storia

### Le origini
Il 231º Reggimento fanteria fu costituito a Camposampiero dai depositi del 60º reggimento fanteria, 63º reggimento fanteria e dell'82º reggimento fanteria che fornirono ciascuno un battaglione per dare vita insieme al 232º Reggimento fanteria alla Brigata Avellino del Regio Esercito il 27 maggio 1916.;

### La storia recente
Negli anni Sessanta, il motto "Non vi è sosta se non sulla cima" spiccava sopra l'ingresso della Mensa Truppa nella Caserma "Generale Antonino Cascino" di Salerno (quartiere Torrione), già sede del disciolto e glorioso 89º Battaglione Fanteria "Salerno" (ora Caserma D'Avossa, sede del 19º Reggimento Cavalleggeri "Guide"). L'ultima sede del reggimento è stata la Caserma "Generale Gabriele Berardi" sita in Avellino al viale Italia, 52 dal 2004 ospitante il 232º Reggimento Trasmissioni.

Fregio dell'Arma di Fanteria dell'Esercito Italiano (usato per la Fanteria di Linea)

## Onorificenze

### Decorati
- Capitano Mario Morosi – Altipiano Kurvelesh (fronte greco-albanese), 16 gennaio 1941[5]
- Tenente Vincenzo Ambrosio – Nevice (fronte greco-albanese), 10 marzo 1941[5]

## Stemma
Scudo semitroncato partito: nel 1º di rosso alla corona d'oro di tre fioroni a due perle (prov. Avellino); nel 2º d'argento al filetto d'azzurro posto in banda; nel 3º di rosso al palo di nero, al cavallo allegro d'oro posto sul tutto. Il tutto abbassato al capo d'oro col quartier franco d'azzurro a tre monti digradanti posti sopra una campagna attraversata da un fiume, il tutto al naturale
Corona turrita.
Ornamenti esteriori:
lista bifida: d'oro, svolazzante, collocata sotto la punta dello scudo, incurvata con la concavità rivolta verso l'alto, riportante il motto: "NON VI È SOSTA SE NON NELLA CIMA".
onorificenza: accollata alla punta dello scudo con l'insegna dell'Ordine Militare d'Italia pendente al centro del nastro con i colori della stessa.
nastri rappresentativi delle ricompense al Valore:

## Insegne e Simboli
- Il Reggimento indossa il fregio della Fanteria (composto da due fucili incrociati sormontati da una bomba con una fiamma dritta). Al centro nel tondino è riportato il numero "231".
- Le mostrine del reggimento sono rettangolari e divise orizzontalmente in due campi di colore: giallo nella prima metà e rosso nella seconda metà. Alla base della mostrina si trova la stella argentata a 5 punte bordata di nero, simbolo delle forze armate italiane.

## Motto del Reggimento
Non vi è sosta se non sulla cima.

## Festa del reggimento
22 giugno

## Persone legate al Reggimento
- Giovanni Favoino di Giura
- Vincenzo Ambrosio